# Halyomorpha halys
La  chinche parda marmorada o chinche hedionda marrón marmoleada (Halyomorpha halys)  es un insecto de la familia Pentatomidae, proveniente de China, Japón, Corea y Taiwán.
Es una plaga agrícola que se ha establecido en 44 estados de Estados Unidos y ha llegado recientemente a Europa y América del Sur, probablemente a través de contenedores de fruta infestados en barcos.
El nombre de “chinche hedionda” de ésta y otras especies de chinches (ej. Nezara viridula) se refiere al olor producido por glándulas localizadas en la superficie dorsal del abdomen y la parte central del tórax.

## Descripción
Las glándulas de hedor están localizadas en la parte inferior del tórax, entre el primer y segundo par de patas  y en la superficie dorsal del abdomen.
Los adultos miden aproximadamente 1,7 cm de largo y casi lo mismo de ancho y poseen una característica forma de escudo.
El término "marmorado" proviene de mármol. Las marcas exclusivas de esta especie incluyen bandas claras alternas en las antenas y bandas oscuras alternas en el borde exterior delgado del abdomen. Las patas son de color marrón con suaves manchas o bandas blancas.

## Ciclo vital

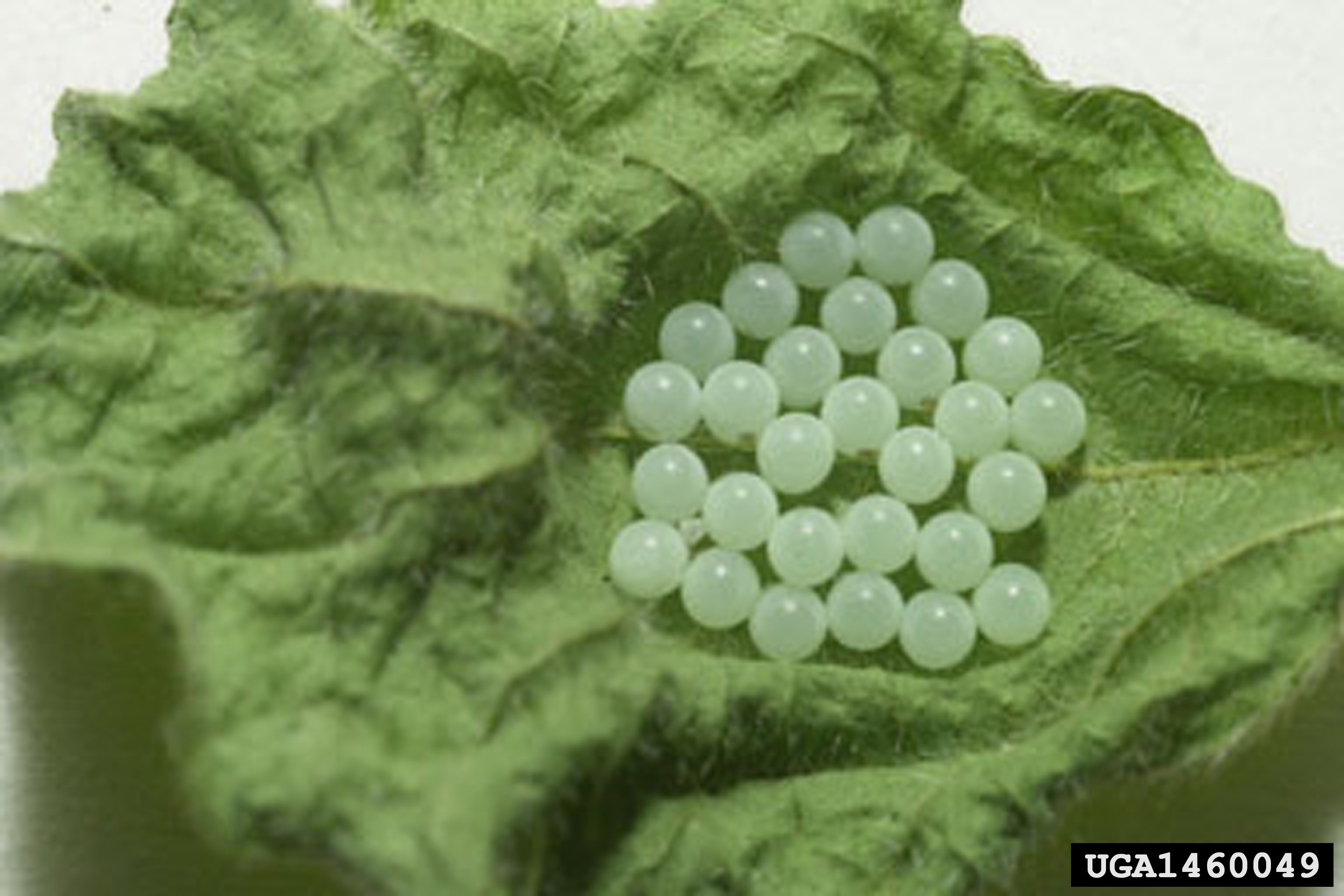
Huevos en una hoja.
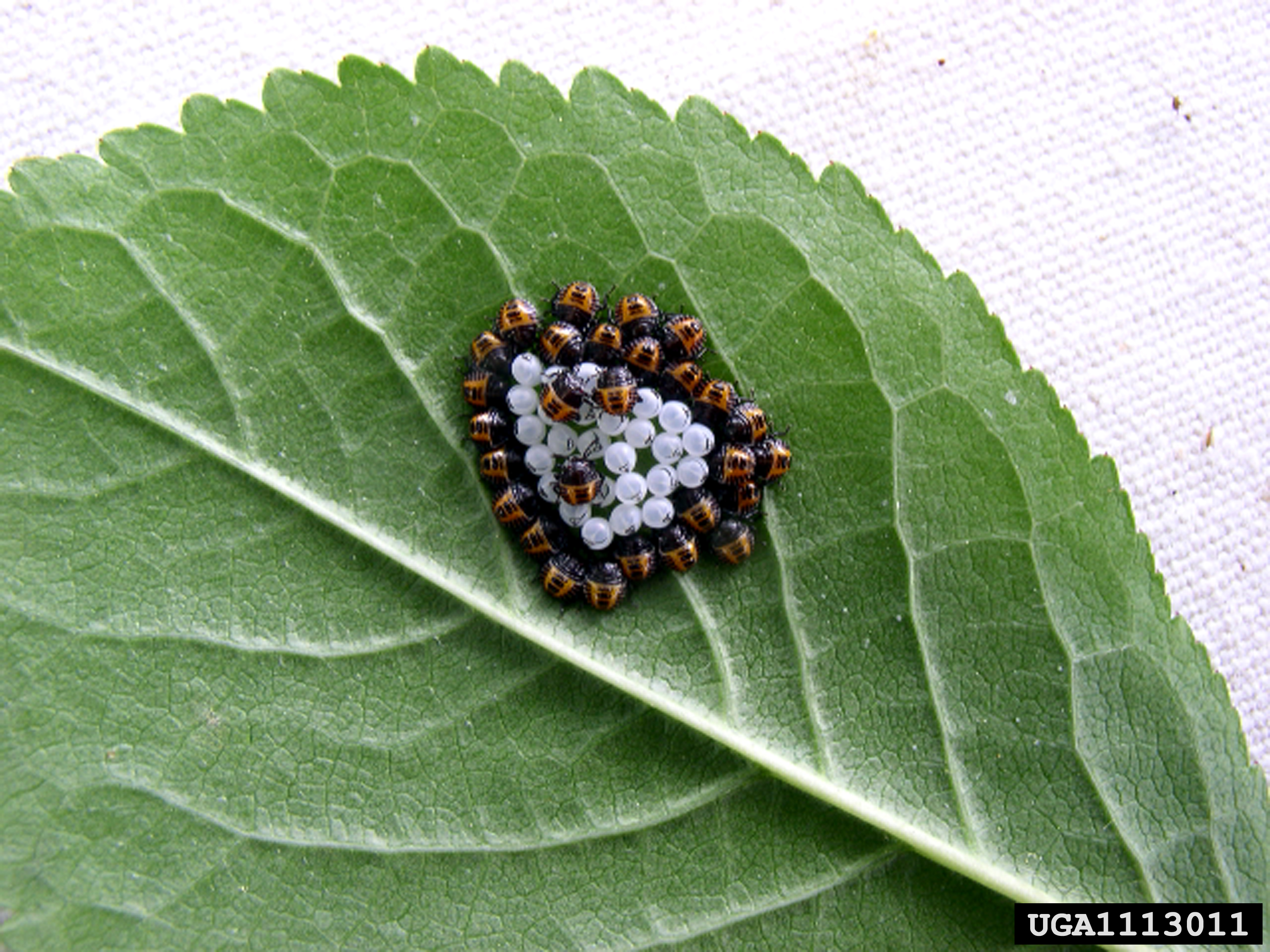
Huevos y ninfas de primer estadio
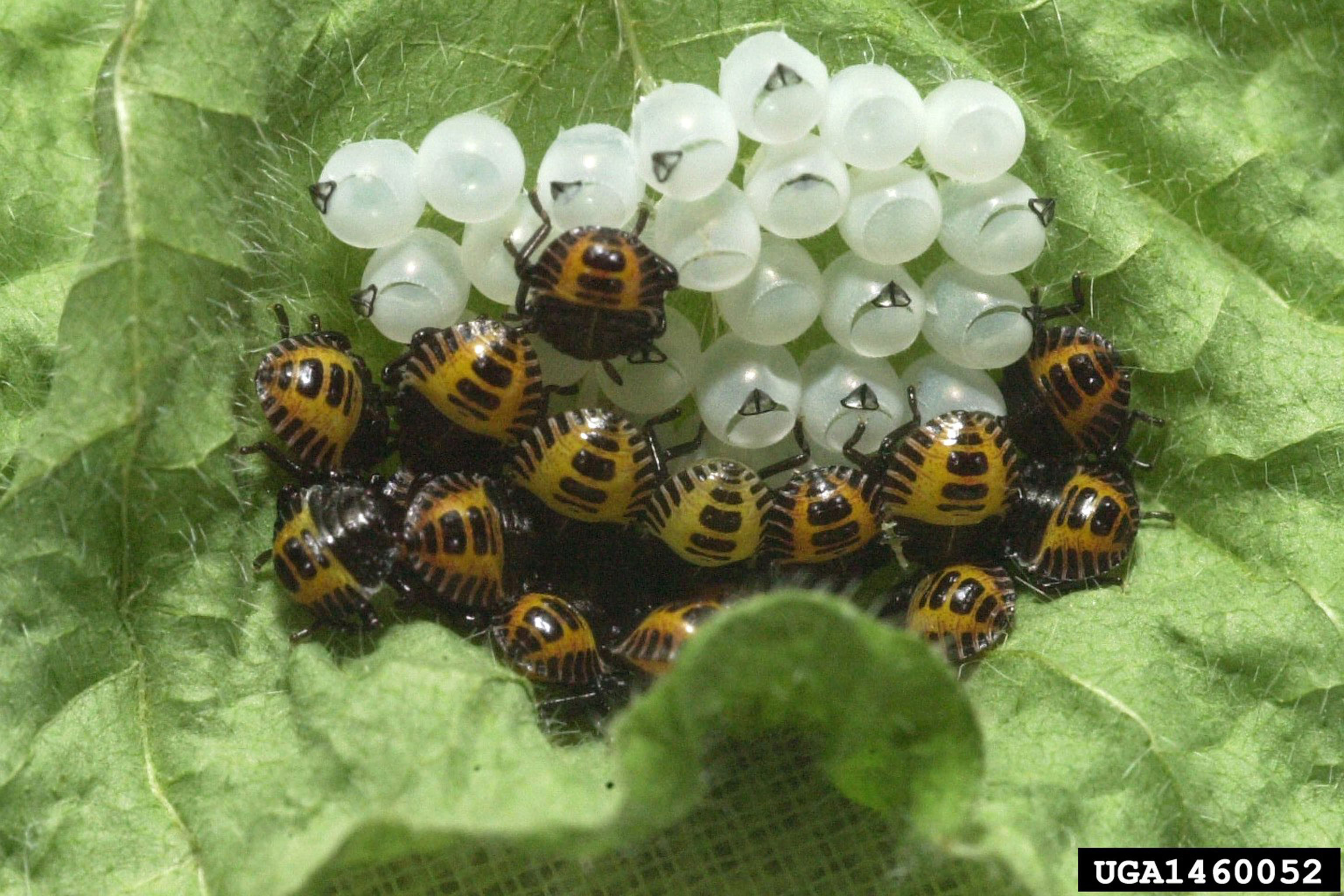
Huevos y ninfas de primer estadio
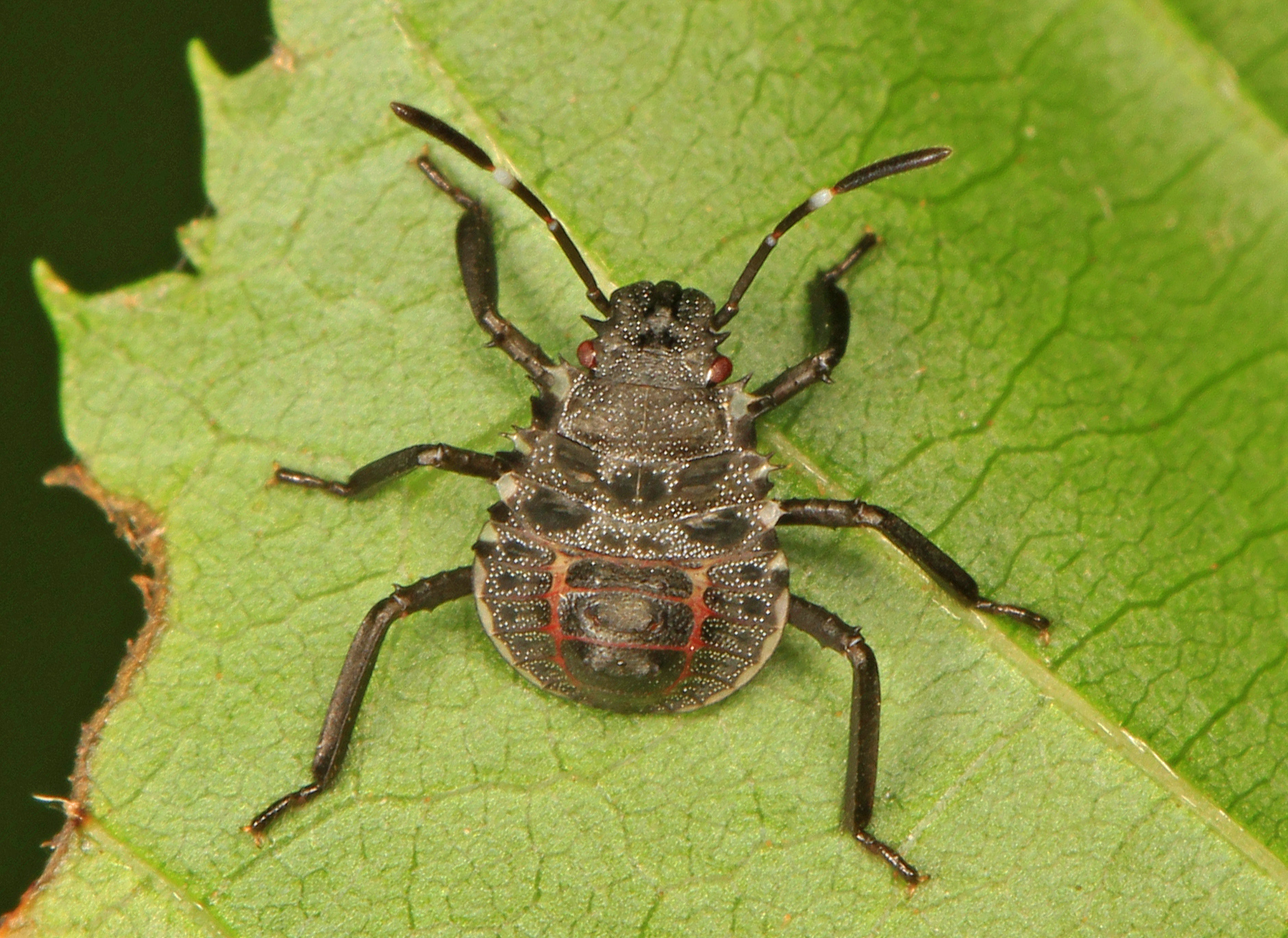
Ninfa
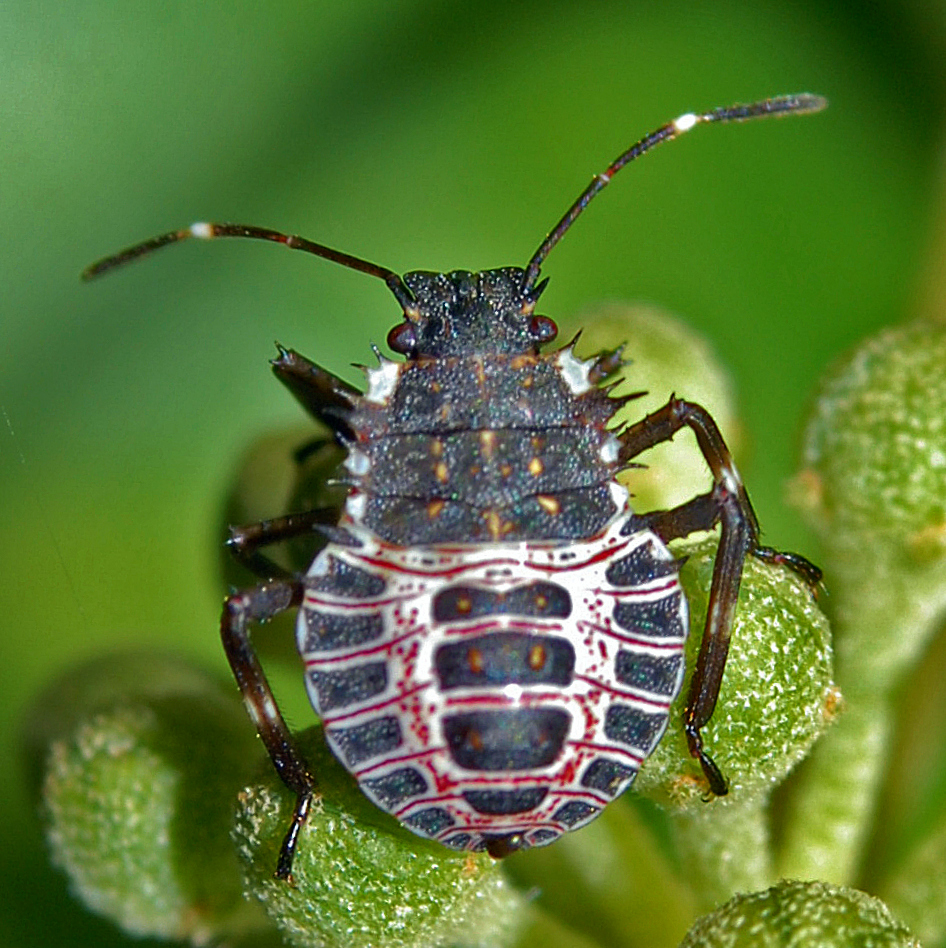
Ninfa de tercer o cuarto estadio
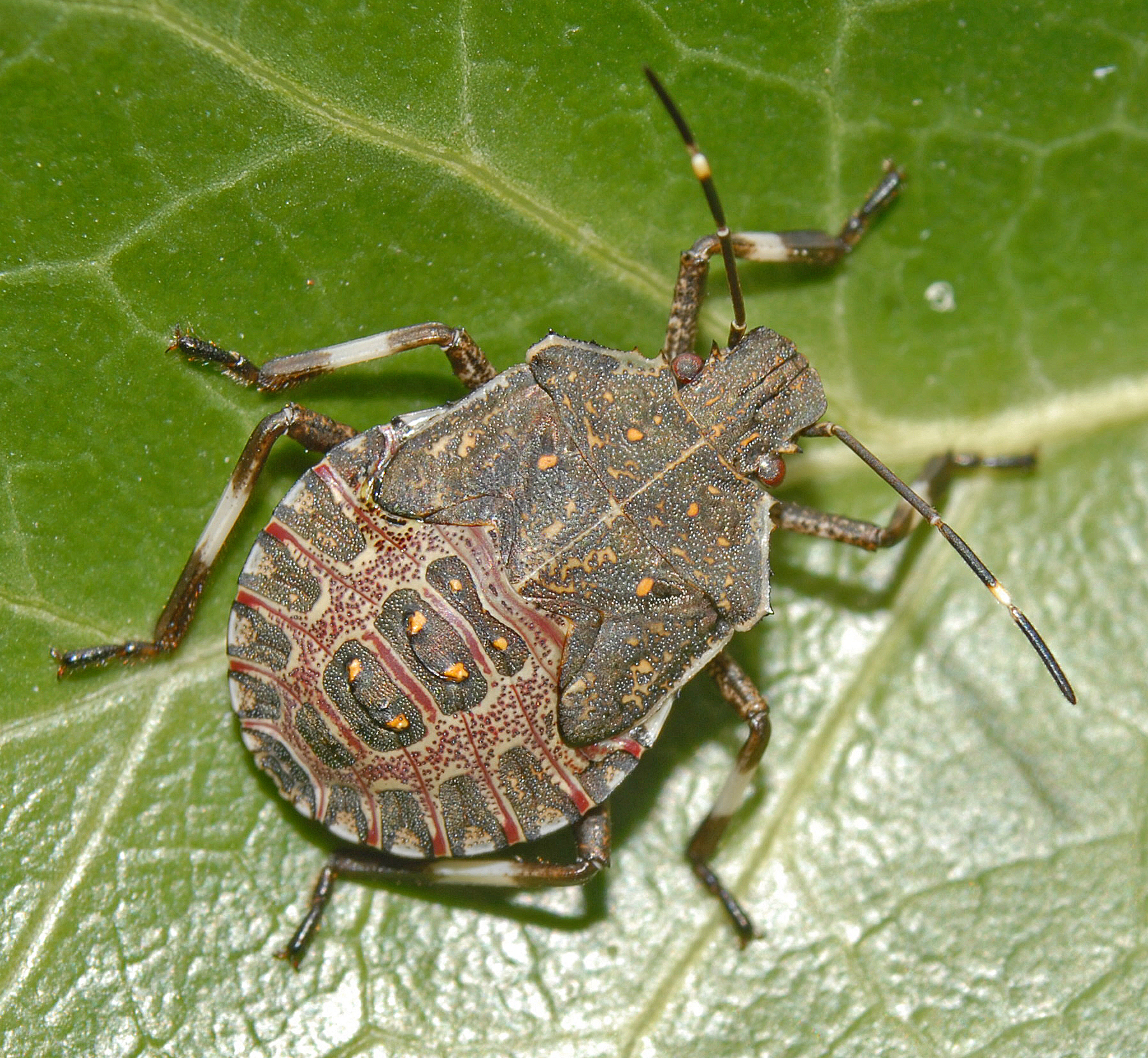
Ninfa de quinto estadio
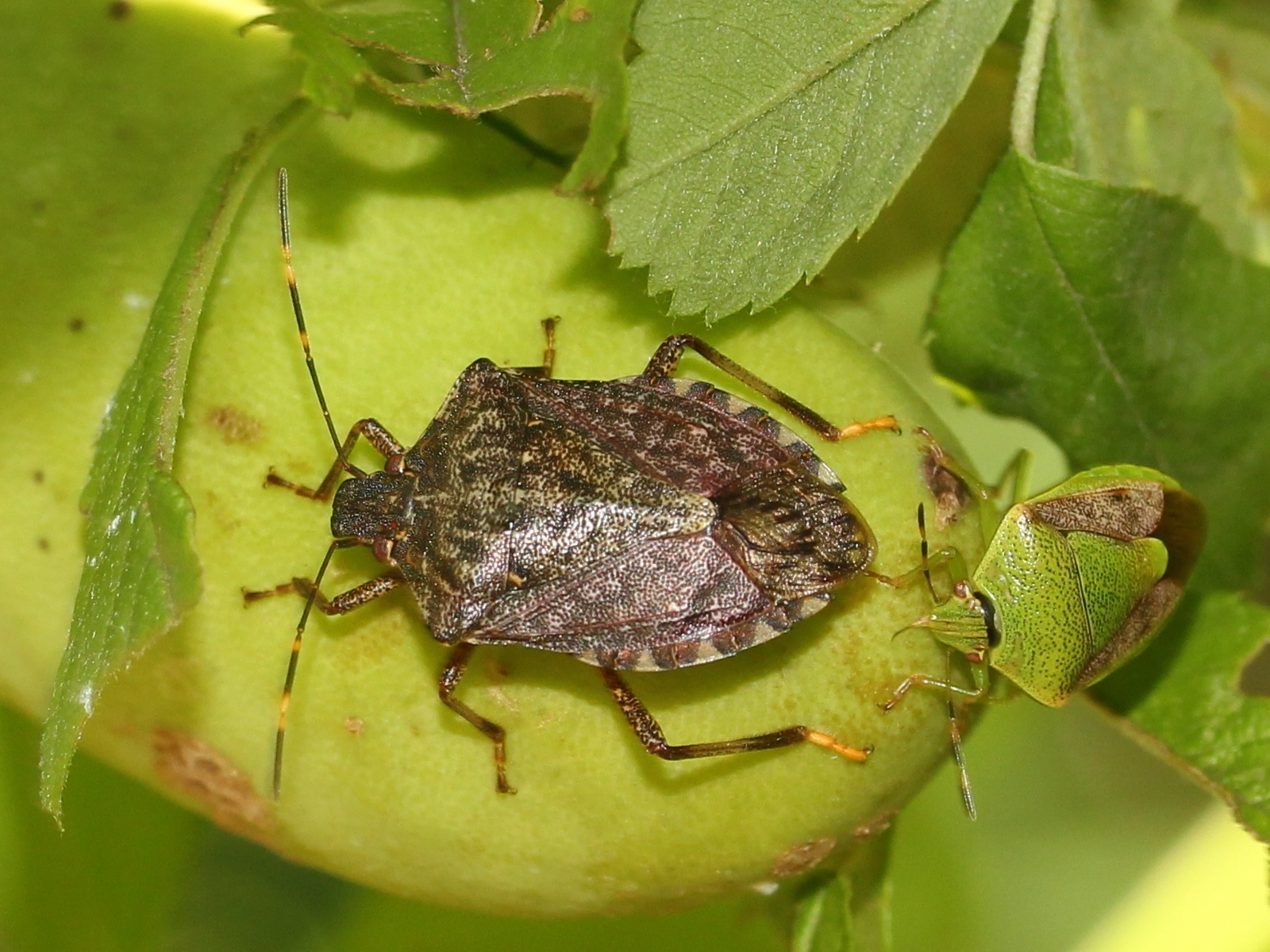
Adulto
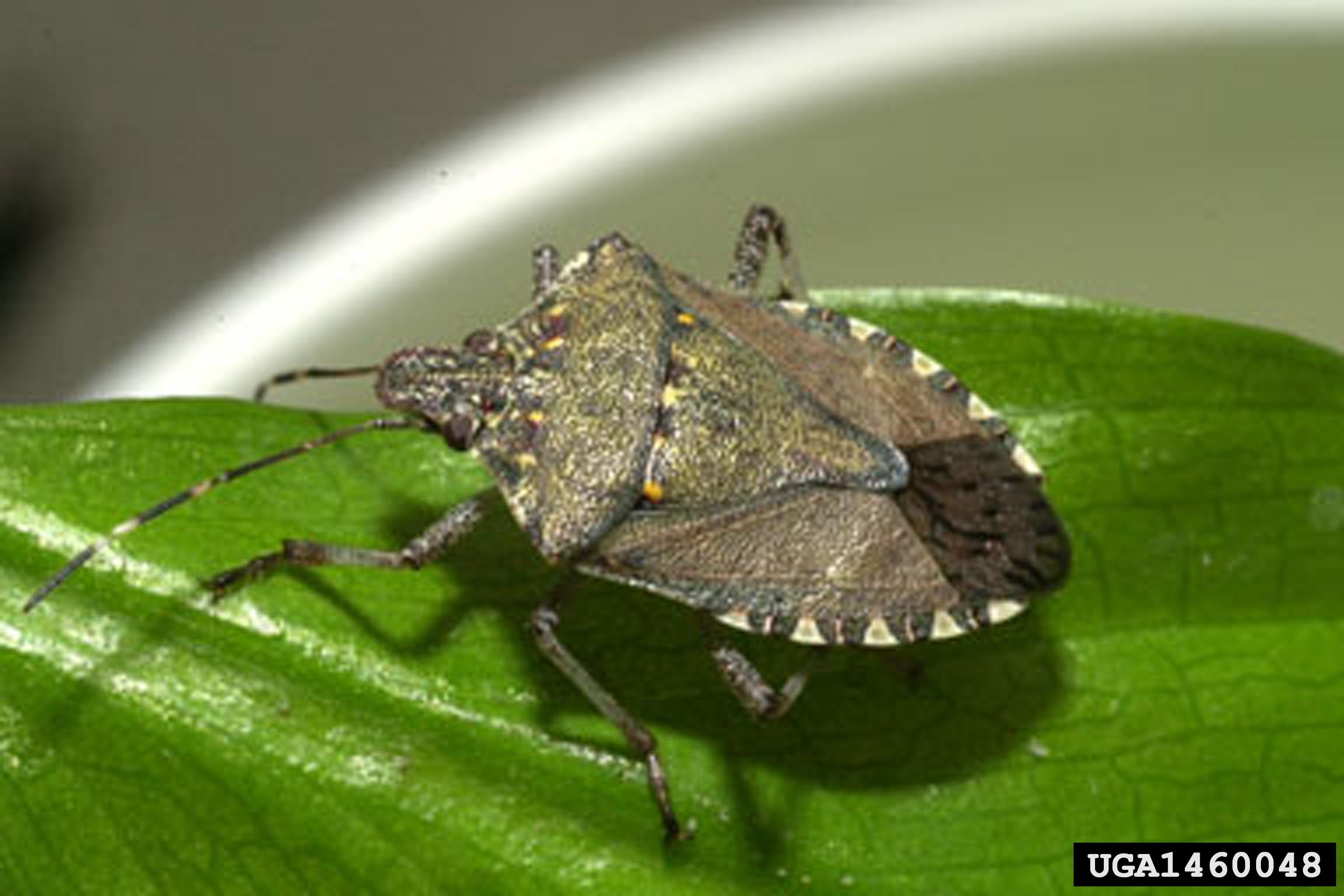
Adulto

## Control
En la fase inicial  la avispa samurái (Trissolcus japonicus) parasita los huevos de esta chinche, por lo que se utiliza para control de plagas. En sus países de origen, entre un 60%-90% de los huevos de Halyomorpha halys son parasitados por esta pequeña avispa. En Europa y Estados Unidos se han encontrado otras especies de parasitoides.
También se usan trampas con feromonas.

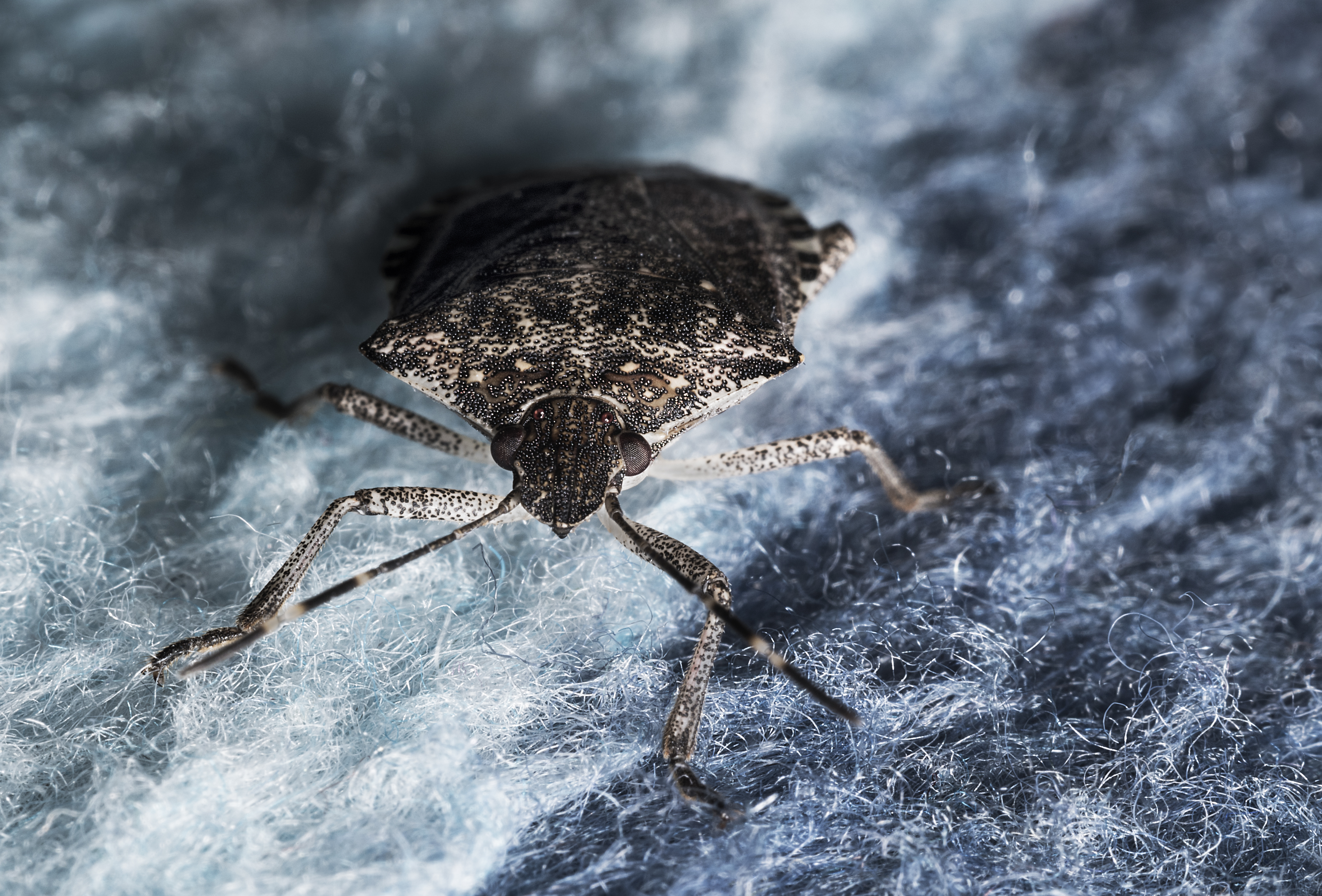
Foto macro